# Lecco
Lecco je italské město v oblasti Lombardie, hlavní město stejnojmenné provincie.
V roce 2012 zde žilo 47 240 obyvatel.

## Historie
Archeologickými nálezy je v okolí doloženo osídlení doby železné, kdy zde byli usazeni Keltové až do příchodu Římanů, kteří vystavěli vidlici silnic a castrum. Po pádu Říše v 6. století římské město dobyli Langobardi, následováni Franky, kteří učinili Lecco centrem  regionu a pohraniční provincie.
Císař Oto I. zde roku 964 potlačil vzbouření vedené Langobardem Attonem. Později se město stalo majetkem milánského kláštera benediktinů sv. Ambrože, císař Konrád II. se pokusil je osvobodit. Počátkem 16. století stál v čele města krátce kondotiér Gian Giacomo Medici. Roku 1800 město dobyl Napoleon Bonaparte.

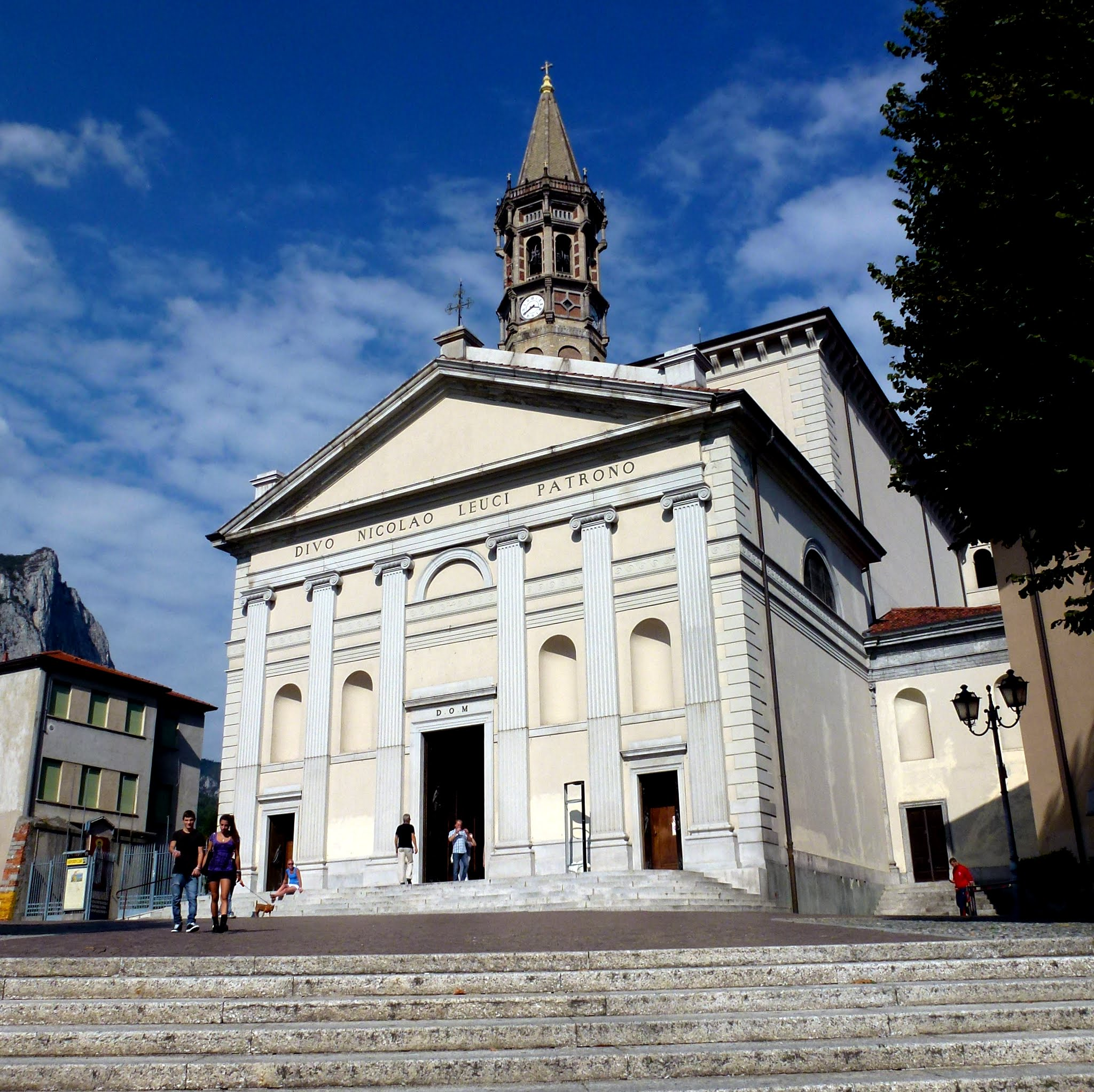
Bazilika sv. Mikuláše

## Památky
- Basilica minor San Niccolo – bazilika Sv. Mikuláše
- Chiesa di San Giovanni Battista – kostel sv. Jana Křtitele
- Palazzo delle Paure
- městské opevnění
- Ponte Azzone Visconti (Ponte Vecchio) – Starý most
- Villa Manzoni
- Socha Giuseppe Manzoniho

## Sousední obce
Abbadia Lariana, Ballabio, Brumano (BG), Erve, Galbiate, Garlate, Malgrate, Mandello del Lario, Morterone, Pescate, Valmadrera, Vercurago

## Vývoj počtu obyvatel
Zdroj: 

## Galerie

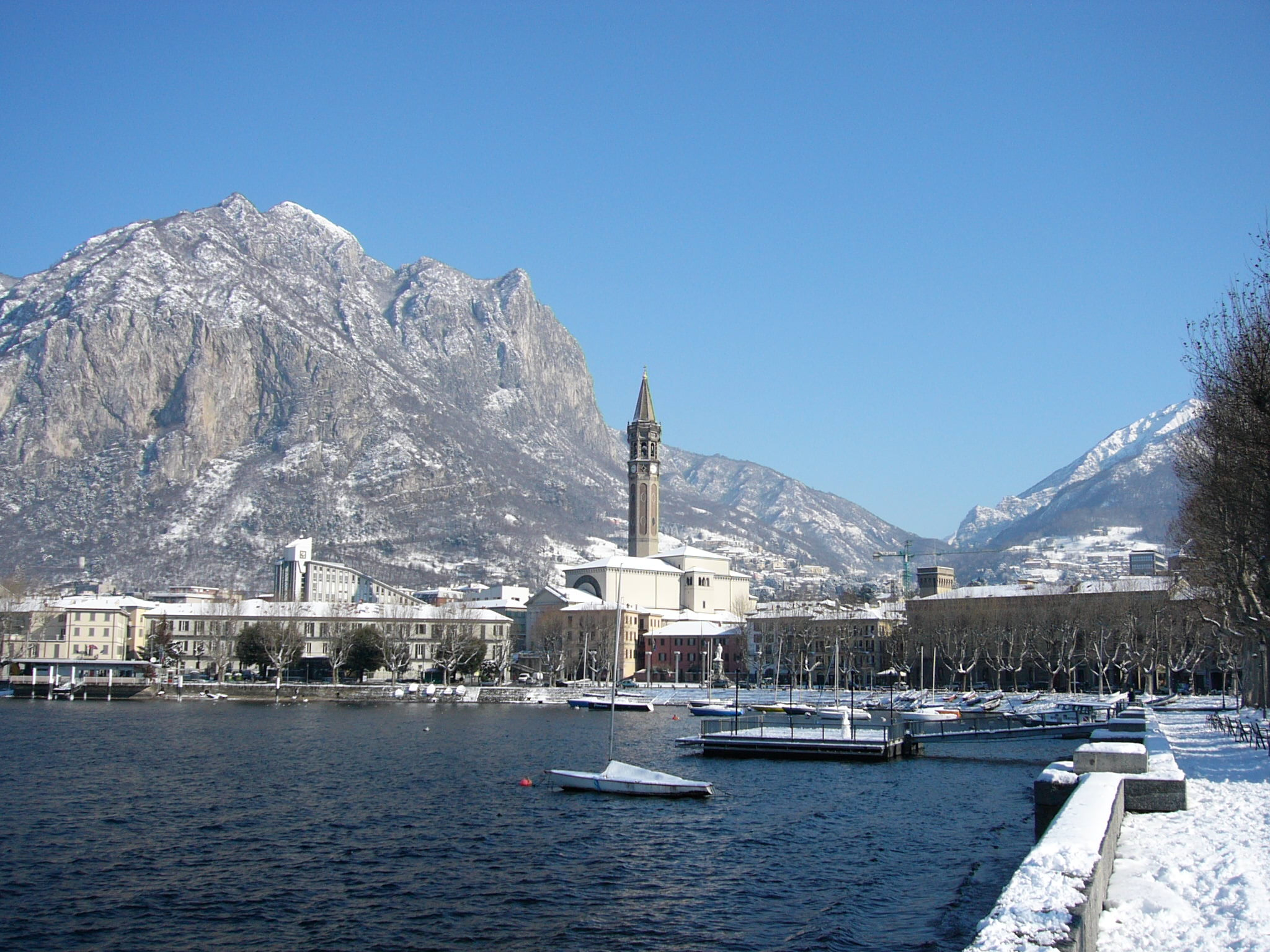
Lecco a Monte San Martino
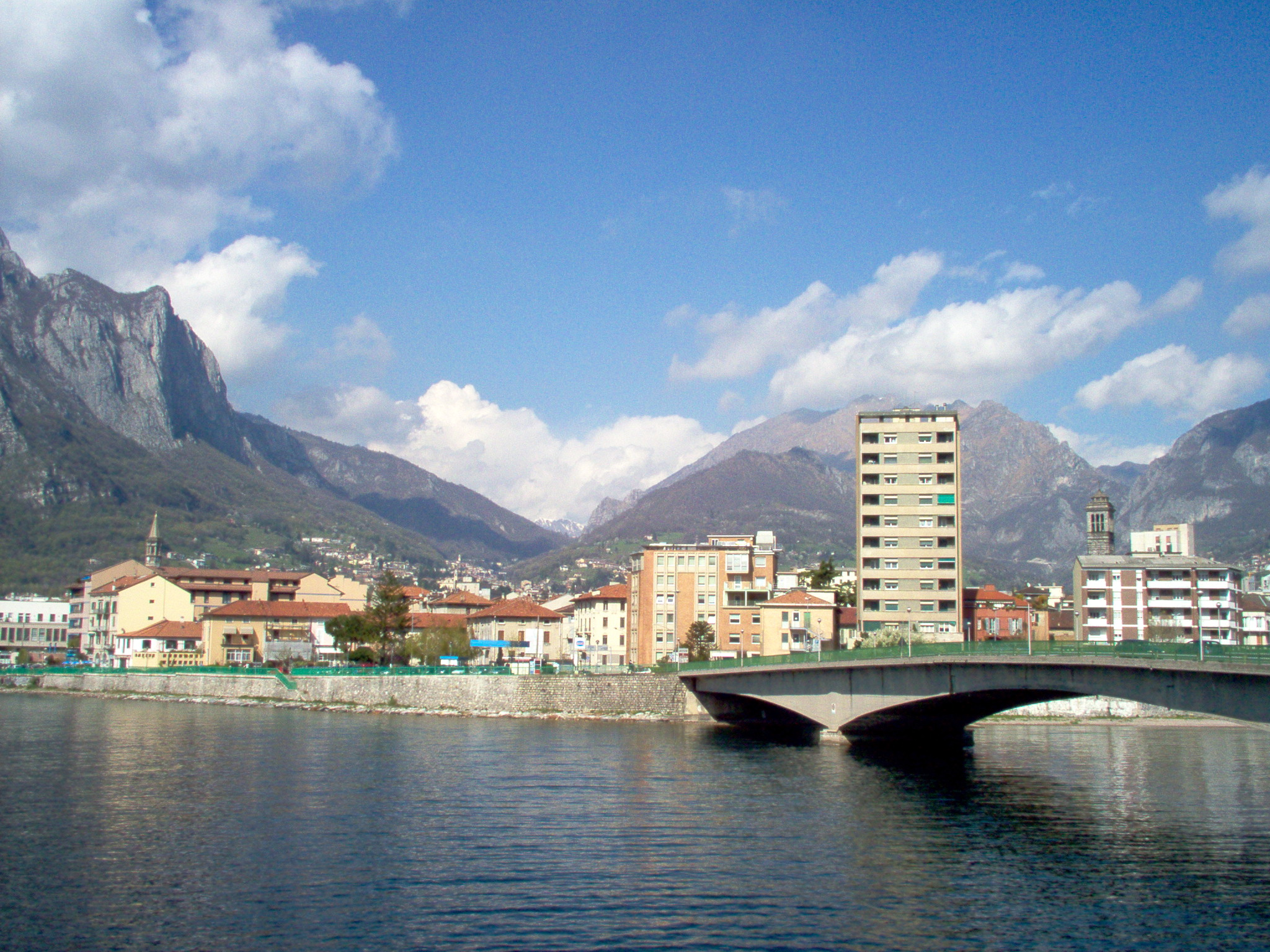
Pohled na Lecco
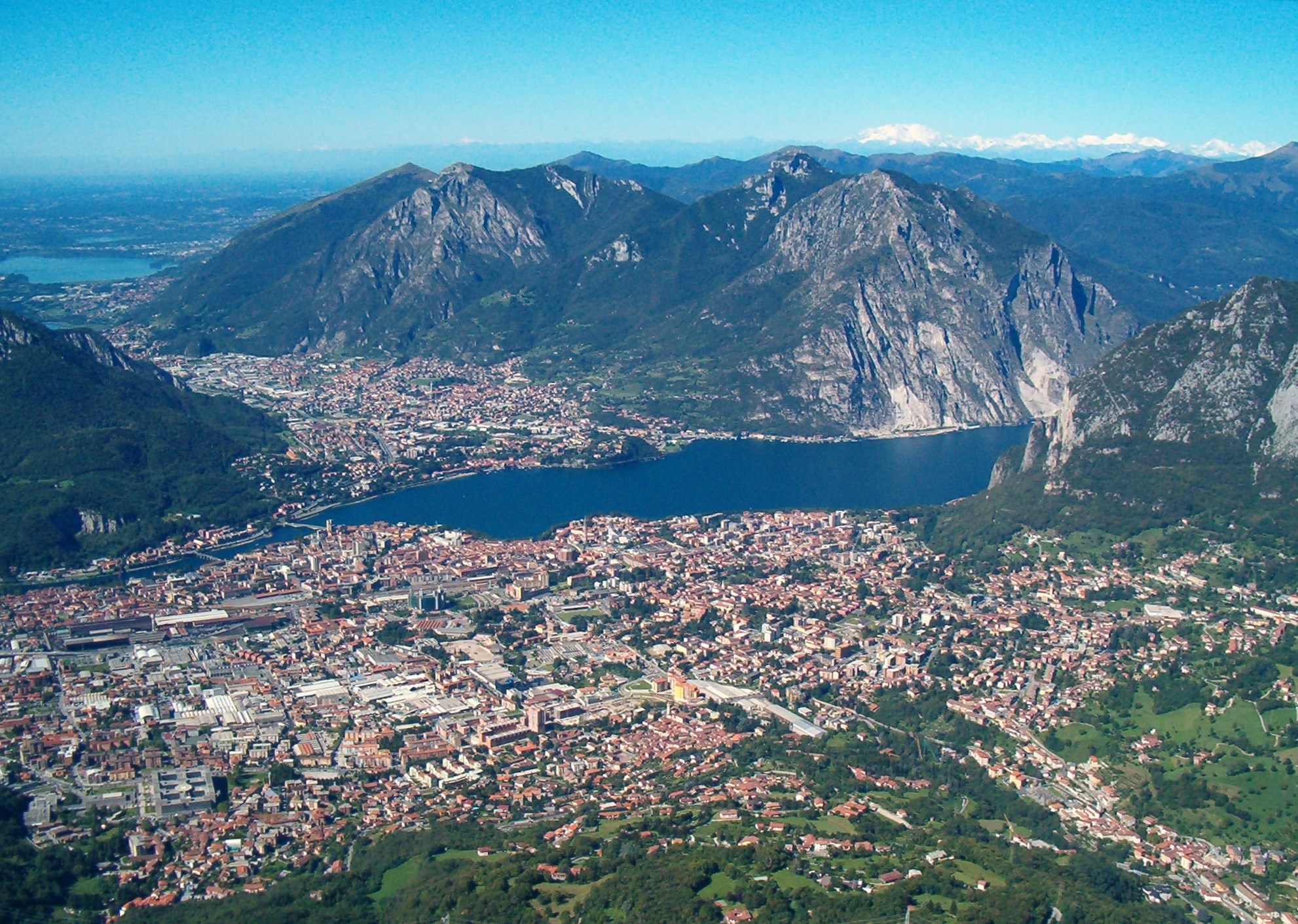
Pohled na Lecco od Erny
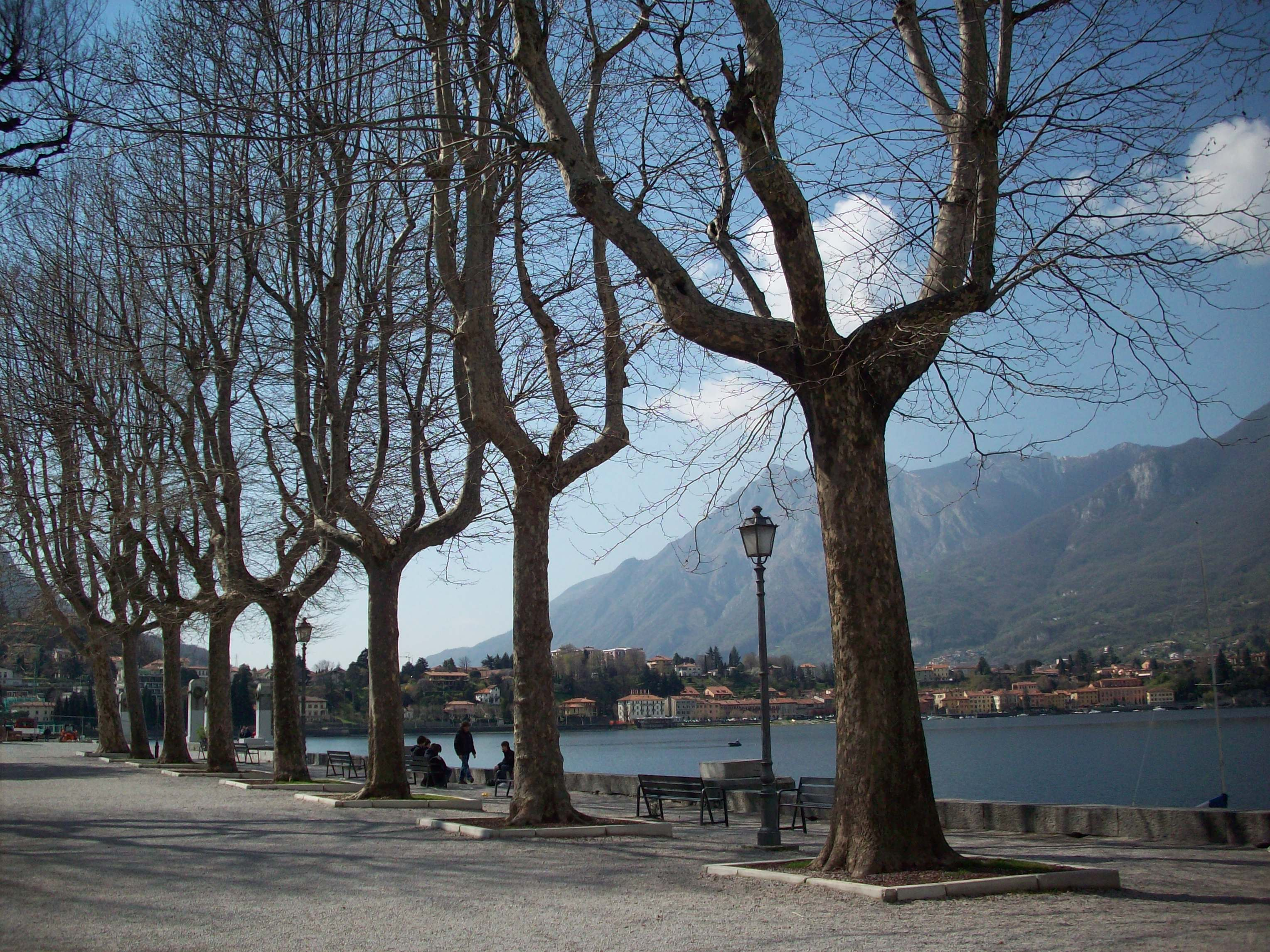
Jezero Como z Lecca
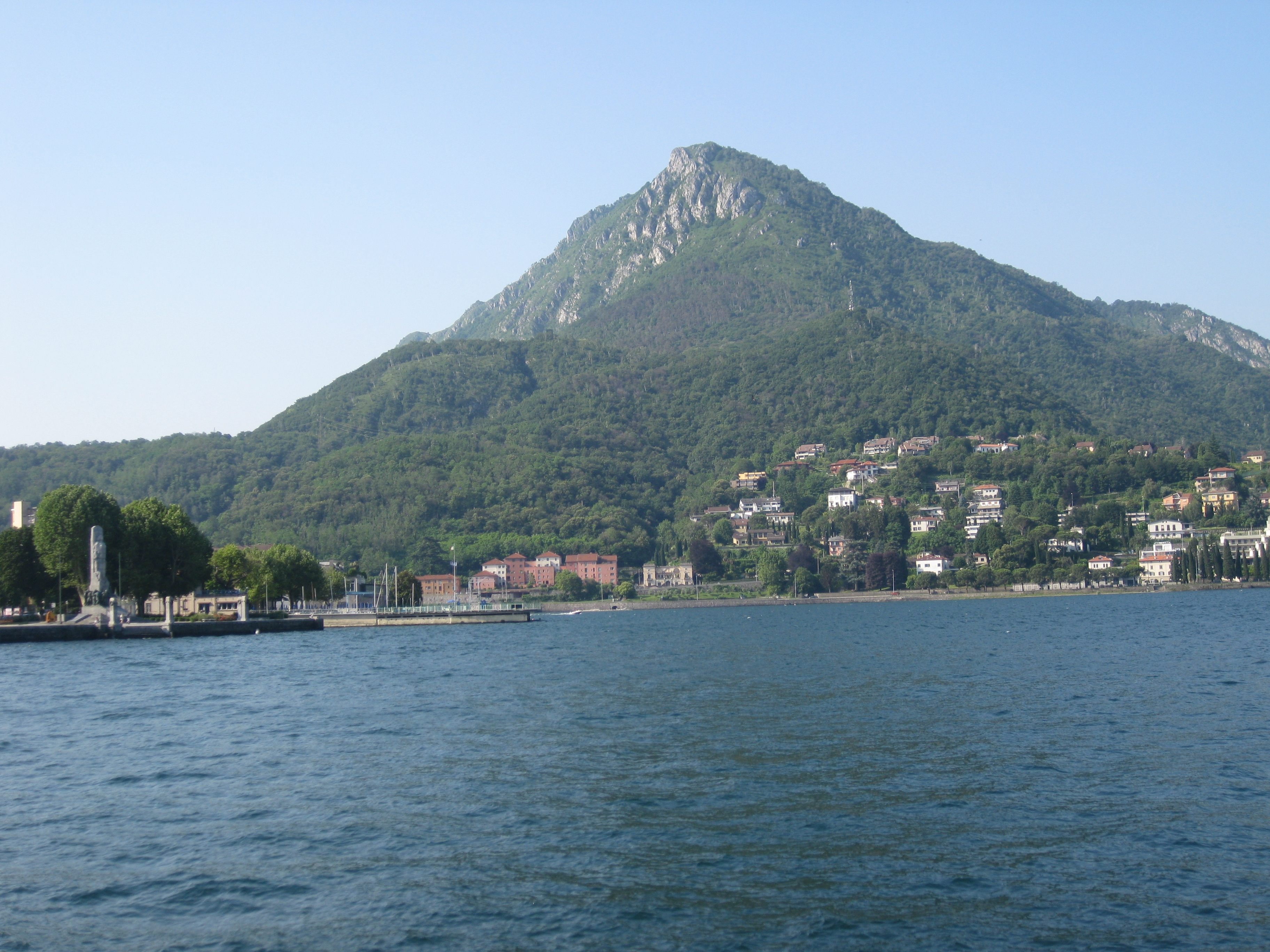
Panorama jezera
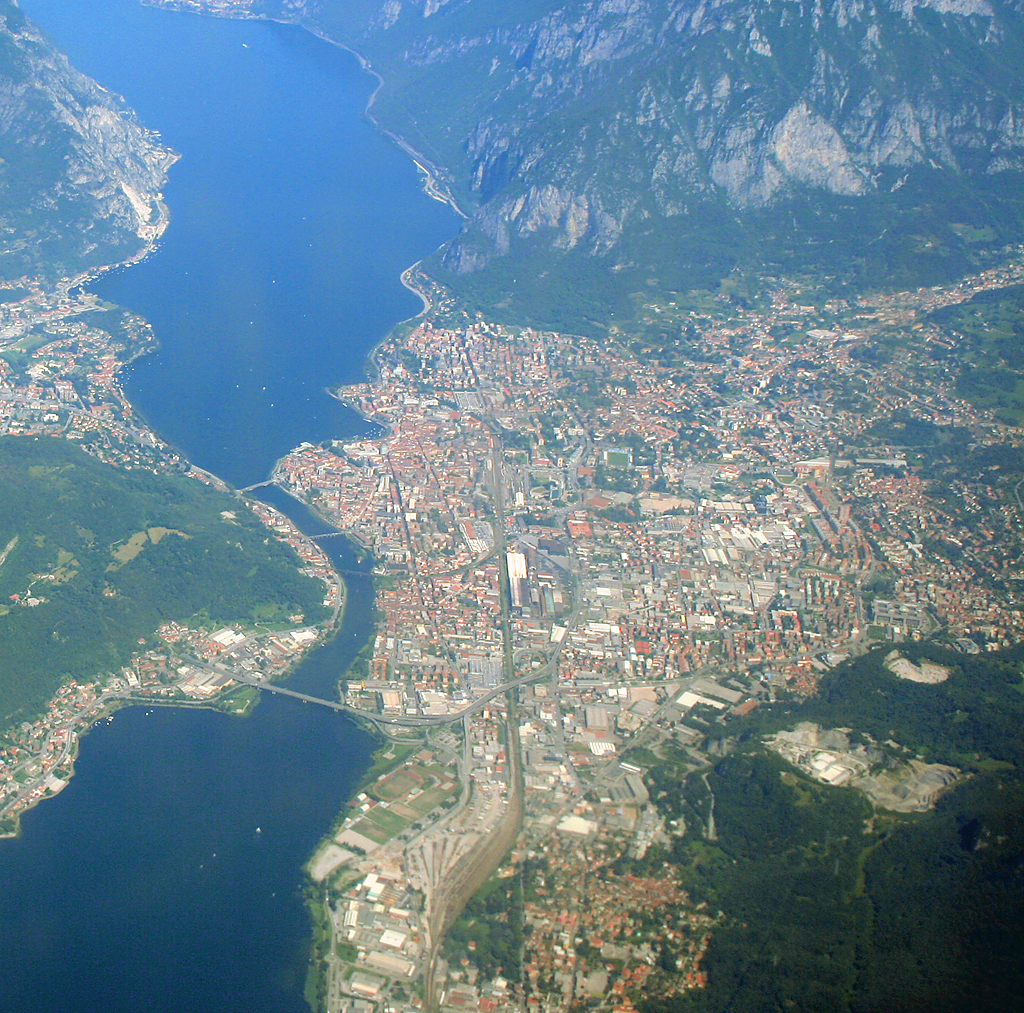
Lecco od jihu